# Max Herz (Unternehmer)

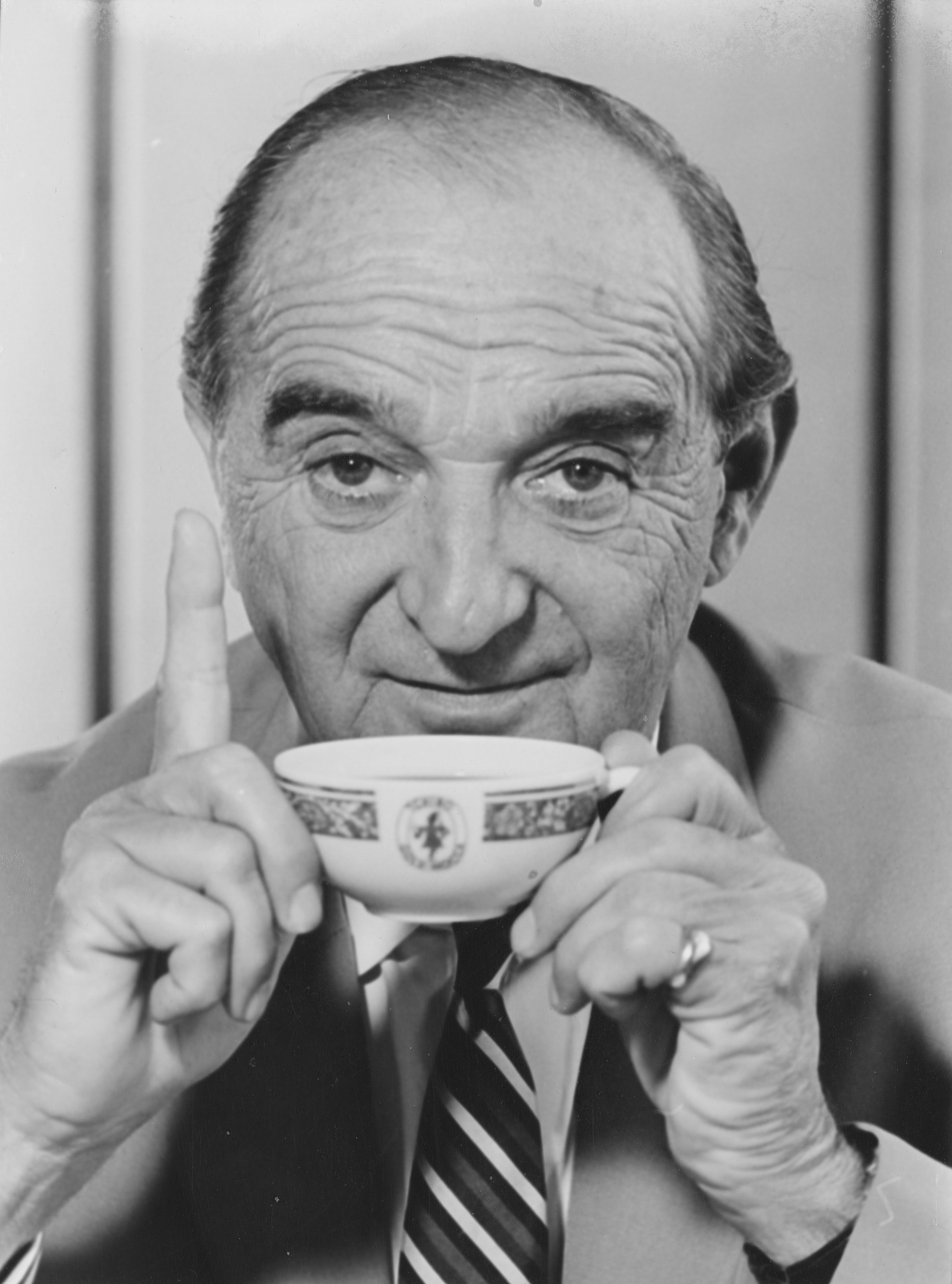
Max Herz 1962

Max Kurt Fritz Herz (* 3. Juli 1905 in Hamburg; † 12. Mai 1965 ebenda) war ein deutscher Kaufmann und Unternehmer. 

## Leben und Wirken

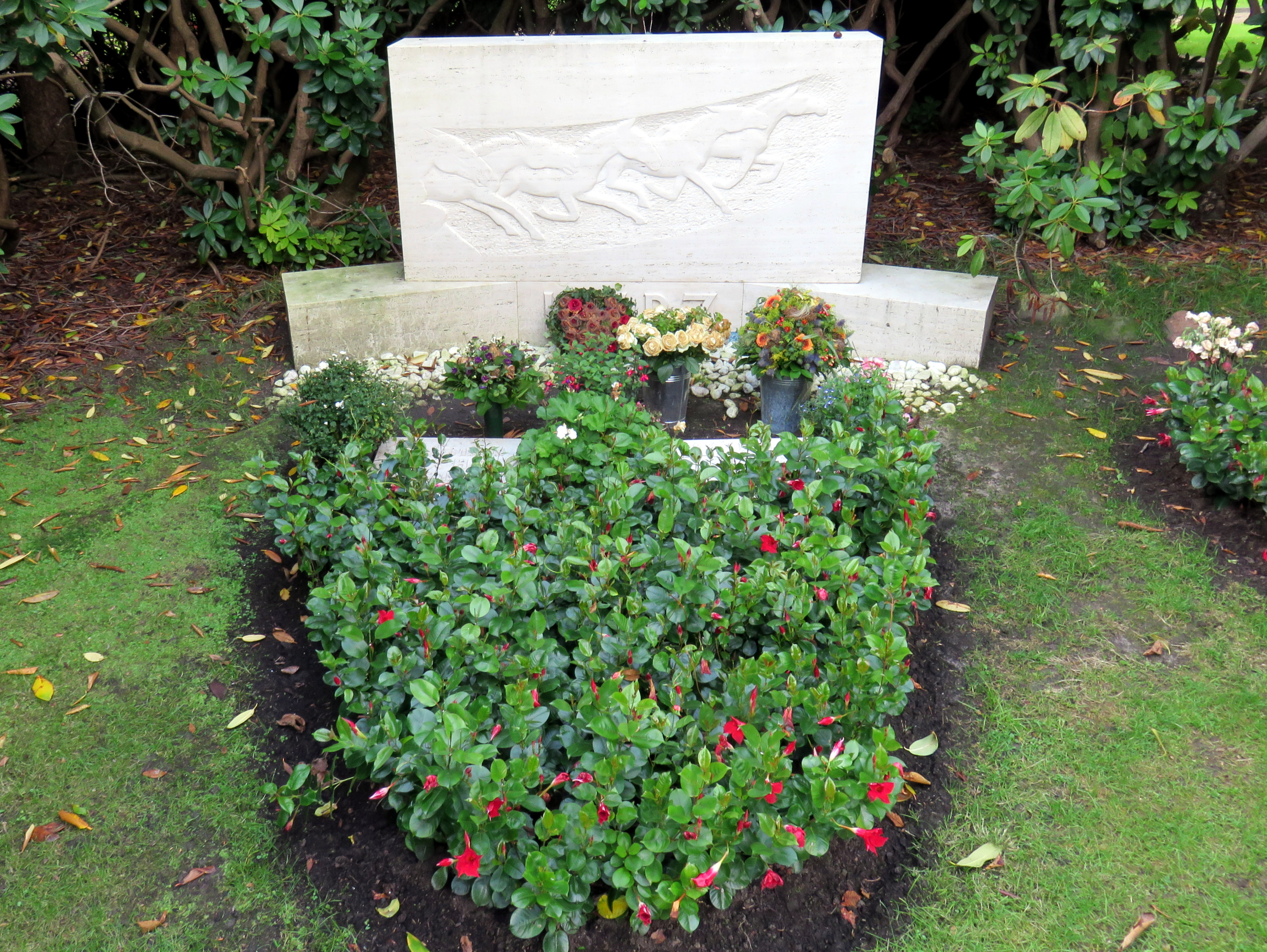
Max Herz, Kissenstein (links), Familiengrab Friedhof Ohlsdorf

Im Nachkriegsdeutschland gründeten Carl Tchiling-Hiryan und Max Herz im Jahr 1949 in der Hamburger Speicherstadt einen Kaffeeversand, aus dem sich der Tchibo-Konzern entwickelte.
1939 heirateten Max Herz und Ingeburg König (1920–2015). Der Ehe entstammen fünf Kinder: Günter, Joachim, Michael, Wolfgang sowie Daniela.
Max Herz starb 1965 im Alter von 59 Jahren in seiner Heimatstadt. Er wurde dort auf dem Friedhof Ohlsdorf beigesetzt. Ingeburg Herz gründete aus dem Nachlass die Max und Ingeburg Herz Stiftung, die insbesondere Einrichtungen für die medizinische Behandlung und Betreuung älterer Menschen unterstützt, aber auch zum Beispiel bei der Vergabe von Stipendien an deutsche Studenten aktiv ist.